# Héroes del Silencio
Héroes del Silencio – hiszpańska grupa rockowa założona w 1984 w Saragossie.

## Skład
- Enrique Bunbury (wokal)
- Juan Valdivia (gitara)
- Joaquin Cardiel (bas)
- Pedro Andreu (perkusja)
- Alan Boguslavsky (gitara)

## Historia
Jako nastolatek Juan Valdivia założył z kolegami grupę Zumo de Vidrio, w której grał na gitarze. Po kilku rotacjach w składzie pojawił się Enrique Bunbury, który zastąpił usuniętego z grupy basistę. Szybko jednak okazało się, że śpiew wychodzi mu dużo lepiej, niż gra na basie, od tej pory robił jedno i drugie.
W 1986 z grupy odszedł Pedro Valdivia, perkusista. Zastąpił go Pedro Andreu, a rolę basisty w miejsce Bunbury’ego, który skupił się wyłącznie na śpiewie, zajął Joaquin Cardiel. Grupa koncertowała często w okolicach Saragossy oraz startowała w lokalnych konkursach, do czasu, aż nie została dostrzeżona przez Guillermo Montesano, który dostrzegłszy potencjał grupy skontaktował ich z EMI, która zaproponowała im nagranie czteroutworowego albumu. Prace nad albumem Héroe de leyenda (Bohater legendy) zakończyły się w 1987. Na początku 1989 na półki sklepów trafiła kolejna produkcja, El mar no cesa (Morze się nie kończy).
Dzięki dobrej promocji ze strony wydawcy grupa stała się znana w Hiszpanii i kiedy w 1990 wydała kolejny album, Senderos de traición (Ścieżki zdrady), sprzedał się on w nakładzie 400 tys. egzemplarzy. Później Héroes del Silencio pojechali do Berlina na festiwal Rock Against Racism. Pokazanie się na międzynarodowej arenie muzycznej dało im 800 tys. płyt sprzedanych poza Hiszpanią. Dzięki tournée po Ameryce Południowej sprzedali dodatkowo jeszcze 175 tys. egzemplarzy oraz zaprzyjaźnili się z meksykańskim gitarzystą Alanem Boguslavskym.
Rok 1993 przyniósł kolejną płytę, El espirítu del vino (Duch wina). Boguslavsky przyłączył się wówczas do grupy i w piątkę odbyli trasę po Europie i Ameryce Południowej. Coraz częściej pojawiali się na listach przebojów i w MTV.
W 1995 grupa udała się do Los Angeles, gdzie pracowała nad kolejnym albumem, Avalancha (Lawina). Dzięki niemu podbiła także Amerykę Północną. Pod koniec trasy wydali też podwójną płytę Parasiempre (Na zawsze), będącą zapisem dwóch koncertów w Madrycie i Saragossie.
W 1996 z nie do końca jasnych przyczyn grupa rozpadła się.
W 1998 do sprzedaży weszła płyta Rarezas (Rzadkości) z niepublikowanymi dotąd materiałami i nagraniami na żywo. EMI kilkakrotnie jeszcze wydawała składanki i wznowienia dyskografii grupy.
W 2007 grupa reaktywowała się w składzie: Bunbury, Valdivia, Cardiel i Andreu. Nie wiadomo z jakich przyczyn nie dołączył do nich „piąty bohater” – Alan Boguslavsky. Grupa odbyła jedynie krótkie 10-dniowe tournée po Hiszpanii, Ameryce Łacińskiej i Stanach Zjednoczonych.

## Dyskografia
- Héroe De Leyenda (1987)
- El Mar No Cesa (1988)
- En Directo (1989)
- Senderos De Traición (1990)
- Senda '91 (Las Rozas, Madrid 26/9/1991)
- El Espíritu Del Vino (1993)
- Flor De Loto (limitowana edycja, Video + CD, 1994)
- Avalancha (1995)
- Parasiempre (CD1: Zaragoza 8/6/1996, CD2: Madrid 7/6/1996)
- Parasiempre... los videos (Video + CD) (1996)
- Rarezas (1998)
- Video Rarezas (Video + CD, 1998)
- Canciones '84-'96 (rekompilacja, 2000)
- Antología Audiovisual (2004)
- El Ruido Yy Lla Furia (2005)
- The Platinum Collection (2006)